# Base58
El Base58 és un grup d'esquemes de codificació de binari a text que s'utilitzen per a representar grans enters com a text alfanumèric. És similar al Base64, però s'ha modificat per tal d'evitar els caràcters no alfanumèrics i aquelles lletres o nombres que podrien semblar ambigus un cop impresa. Per tant, està pensat perquè les persones puguin introduir més fàcilment les dates, tot copiant-ho d'una font visual, i alhora permet copiar més fàcilment la cadena de text mitjançant un doble clic (amb caràcters no alfanumèrics es pot tallar).
En comparació al Base64, s'han omès els caràcters següents:
- 0 (zero)
- O (o majúscula)
- I (i majúscula)
- l (L minúscula)

Per la seva mida, els digits resultant no encaixen amb els límits en un byte de les dades originals. Per aquest motiu, el motiu és idoni per a grans enters, però no per a codificar grans porcions de dades binàries. L'ordre de les lletres en l'alfabet depèn de l'aplicació específica, per tant, el terme Base58 no descriu necessàriament el format.

## Aplicacions
| Aplicació                   | Alfabet                                                    |
| --------------------------- | ---------------------------------------------------------- |
| Adreces Bitcoin             | 123456789ABCDEFGHJKLMNPQRSTUVWXYZabcdefghijkmnopqrstuvwxyz |
| Escurçament d'URL de Flickr | 123456789abcdefghijkmnopqrstuvwxyzABCDEFGHJKLMNPQRSTUVWXYZ |